# Lut Tomsin
Lut Tomsin (Tongeren, 13 juli 1941) is een Vlaamse actrice.
Tomsin begon haar theatercarrière in Antwerpen in het toenmalig toonaangevend Nederlands Kamertheater. Later volgde het Groot Limburgs toneel dat zowel in Nederland als Vlaanderen actief was en dan diverse Vlaamse theatergezelschappen.
Tomsin acteerde in verschillende Vlaamse televisieseries en films, zoals: FC De Kampioenen, Heterdaad, Windkracht 10, Editie, Het Park, Het Contract, Tim en Wat u maar wilt. Van 1999 tot 2008 vertolkte Lut de rol van Julia Colin in de Vlaamse serie Wittekerke.
In 2006 werd de actrice getroffen door kanker. De actrice onderging een zware operatie en was daardoor zes maanden buiten strijd. Haar rol in Wittekerke werd tijdelijk overgenomen door actrice Mia Van Roy.
Van 2008 tot 2011 was ze te zien in de politieserie Zone Stad. Ze gaf gestalte aan de moeder van Tom Segers, het hoofdpersonage van de reeks.
In 2009 kwam de film Meisjes in de bioscoop, waarin ze Lutgard speelde.
- Bibliothèque nationale de France: cb16977475p (data)
- International Standard Name Identifier: 0000 0001 3359 7585
- RKD-Nederlands Instituut voor Kunstgeschiedenis: 100344
- Virtual International Authority File: 316875016